# Дмитриевское (Пермский край)
Дмитриевское — село в составе Ильинского городского округа в Пермском крае.

## Географическое положение
Село расположено на берегу Камского водохранилища (северный берег Обвинского залива) в центральной части округа на расстоянии менее 5 километров по прямой на северо-восток от поселка Ильинский.

## Климат
Климат умеренно-континентальный с продолжительной холодной и снежной зимой и коротким летом. Средняя температура января −15,0 °С. Лето умеренно-теплое. Самый теплый месяц — июль. Средняя температура июля +17,7 °С. Продолжительность холодного периода составляет 5 месяцев, теплого 7 месяцев, а смена их происходит в октябре — осенью, весной в первой половине апреля. Число дней со снежным покровом по многолетним данным составляет от 171 до 176 дней. Годовая сумма осадков — 553 мм.

## История
Село известно с 1647 года как деревня Селище, в начале XVIII века после постройки церкви «Во имя святого великомученика Дмитрия Солунского» стало селом с современным названием. До 2020 село входило в состав Сретенского сельского поселения Ильинского района, после упразднения которых входит непосредственно в состав Ильинского городского округа.

## Население
Постоянное население составляло 380 человек в 2002 году (95 % русские), 349 человек в 2010 году.